# Bee On Guard
Bee on Guard és un curtmetratge de dibuixos animats estrenat el 1951. Va ser produït per la Walt Disney Company, i protagonitzat per l'Ànec Donald.

## Argument
Sortint de la soca d'arbre que li serveix de rusc, les abelles se'n van a la recerca de flors per extreure'n el nèctar. Havent escollit la de Donald aquest decideix de seguir-les per apropiar-se de la seva mel.

## Comentaris
La història d'aquest curtmetratge recorda la de Honey Harvester (1949).